# Lynne Carver
Pour les articles homonymes, voir Carver.

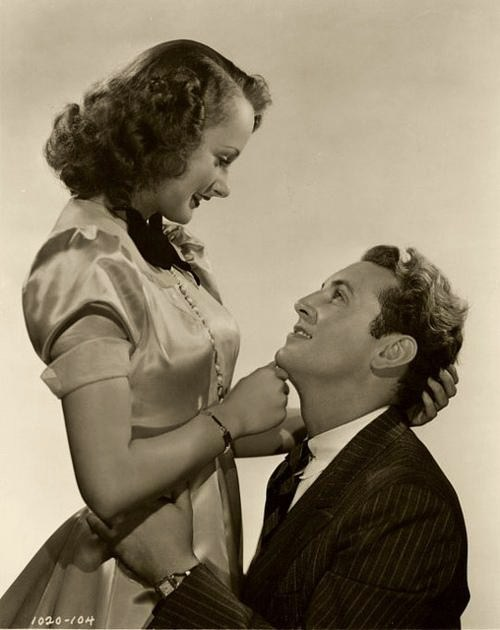
Avec Allan Jones, dans Everybody Sing (1938, photo promotionnelle)

Lynne Carver est une actrice américaine, née Virginia Reid Sampson le 13 septembre 1916 à Douglas (Arizona), morte le 12 août 1955 à New York (État de New York).

## Biographie
Virginia Reid (son nom de scène à ses débuts) entame sa carrière d'actrice au cinéma avec des petits rôles non crédités dans deux films sortis en 1934. Puis elle contribue à trente-six autres films américains (adoptant au passage le pseudonyme de Lynne Carver), le dernier sorti en 1948. Elle se retire alors pour raison de santé et meurt prématurément d'un cancer en 1955.
Au sein de sa filmographie (productions RKO et MGM, entre autres), comprenant notamment des comédies musicales et des westerns, citons L'Inconnue du palace de Dorothy Arzner (1937, avec Joan Crawford et Franchot Tone), Le Chant du printemps de Robert Z. Leonard (1937, avec Jeanette MacDonald et Nelson Eddy), On demande le docteur Kildare d'Harold S. Bucquet (1939, avec Lew Ayres et Lionel Barrymore), Broadway qui danse de Norman Taurog (1940, avec Fred Astaire et Eleanor Powell), ainsi que Tennessee Johnson de William Dieterle (1942, avec Van Heflin dans le rôle-titre et Ruth Hussey).

## Filmographie partielle
- 1934 : Kid Millions de Roy Del Ruth : Goldwyn Girl
- 1935 : Collège rythme (Old Man Rhythm) de Edward Ludwig
- 1935 : Roberta de William A. Seiter : Un mannequin au défilé de mode
- 1935 : Hooray for Love de Walter Lang : Jane
- 1937 : Le Chant du printemps (Maytime) de Robert Z. Leonard : Barbara Roberts
- 1937 : Madame X de Sam Wood et Gustav Machatý : Hélène
- 1937 : L'Inconnue du palace (The Bride Wore Red) de Dorothy Arzner : Maddelena Monti
- 1938 : Everybody Sing d'Edwin L. Marin : Sylvia Bellaire
- 1938 : Le Jeune docteur Kildare (Young Dr. Kildare) de Harold S. Bucquet : Alice Raymond
- 1938 : Un conte de Noël (A Christmas Carol) d'Edwin L. Marin
- 1939 : On demande le docteur Kildare (Calling Dr. Kildare) de Harold S. Bucquet : Alice Raymond
- 1939 : La Belle et la Loi (Within the Law) de Gustav Machatý : June
- 1939 : Les Aventures d'Huckleberry Finn (The Adventures of Huckleberry Finn) de Richard Thorpe : Mary Jane
- 1940 : Broadway qui danse (Broadway Melody of 1940) de Norman Taurog : Emmy Lou Lee
- 1940 : Sporting Blood ou One Came Home de S. Sylvan Simon : Joan Lockwood
- 1940 : Chante mon amour (Bitter Sweet) de W. S. Van Dyke : Dolly
- 1942 : Sunset on the Desert (en) de Joseph Kane : Ann Kirby
- 1942 : Tennessee Johnson de William Dieterle : Martha Lincoln
- 1942 : Yokel Boy de Joseph Santley : Vera Valaize
- 1943 : Et la vie continue (The Human Comedy) de Clarence Brown : La fille Beaufrere
- 1943 : Lily Mars vedette (Presenting Lily Mars) de Norman Taurog : Bonnie
- 1944 : Law of the Valley (en) d'Howard Bretherton : Ann Jennings
- 1945 : Flame of the West de Lambert Hillyer : Abbie Compton
- 1948 : Crossed Trails de Lambert Hillyer : Maggie Flynn